# Тишецький Валентин Антонович
Тишецький Валентин Антонович (20 вересня 1951 р., смт Крижопіль, Вінницької області) — український живописець, член Національної Спілки художників України з 1993 р.

## Життєпис
Народився 20 вересня 1951 р. в смт Крижопіль, Вінницької області. В 1978 р. закінчив Московське державне художнє училище, відділення декоративного оформлення. Учасник обласних та республіканських виставок. Працює в галузі станкового монументального живопису.
Валентин Антонович — переможець конкурсу «Людина року» у номінації «Митець». Почесний громадянин селища Крижопіль.

### Виставки
З 1984 року — учасник обласних, республіканських та міжнародних виставок та конкурсів.
1985 р.— дебатував на виставці «Мир і молодь» м. Київ.
1986 р. — учасник конкурсу молодих художників на суспільно-політичну тематику. м. Київ. Робота «Мій батько бачив Котовського» увійшла в десятку кращих.
1992 р. — виставка в Києві, присвячена першій річниці Незалежності України. Пейзаж «Блакитно–сонячне мереживо».
1996 р.— виставка, присвячена 500–річчю запорізьких козаків. Експонувався натюрмортом «Харч–козацький».
2000 р. — Міжнародний конкурс «2000 років під зіркою Віфлієму». Робота «Потепліло» отримала приз журі колекціонерів.
2001 р. — ювілейна виставка «Сповідуємо Україну», присвячена 10–річчю Незалежності України.
2002 р.— учасник Московської виставки, яка проводилась в рамках Року України в Росії. Робота «Подільські етюди. Квітень».
2004 р. — виставки, присвяченої 195–й річниці з дня народження Т. Г. Шевченка. Робота «Весна у Вербці».
2005 р. — учасник живописного конкурсу «Польська архітектура в пейзажах Поділля» м. Вінниця (1 місце).
2009 р.— переможець в конкурсі «Людина року» в номінації «Митець» м. Вінниця.
2010 р. — твір автора включено до альбому «Українське образотворче мистецтво початок XXI століття».
2011 р. — персональна виставка митця у м. Вінниця.
2012 р. — персональна виставка у м. Львів.
2013 р. — Трієнале живопису м. Київ.
2013 р. — персональна виставка м. Одеса.
2014 р. — персональна виставка м. Одеса.
2016 р.— міжнародна виставка пейзажу м. Маріуполь. Нагороджений пам'ятною медаллю меморіалу Л. І. Куїнджі.
2018 р. — ХХ Міжрегіональної виставки творів образотворчого мистецтва м. Вінниця.
2019 р. — персональна виставка «Зупинка у Крижополі — 2 хвилини» м. Вінниця.
2019р — персональна виставка м. Житомир.
2021 р. — персональна виставка «Улюблена пора» м. Вінниця.
Активний учасник пленерів художників, що проходили у Хмільнику, Коктебелі, Седніві. Вінниці, Немирові та ін.
Твори є у власності Адміністрації Президента України, Кабінету Міністрів України, Верховної Ради України, Міністерства культури та інформаційної політики України, Дирекції художніх виставок України, посольств України в Казахстані та Австрії, Вінницького обласного художнього музею, Миргородського краєзнавчого музею, музею сучасного мистецтва м. Київ, Миколаївського обласного художнього музею ім В. В. Верещагіна, Маріупольського художнього музею ім. Куїнджі, музею сучасного мистецтва м. Київ